# Rolbrug (brugtype)
Een rolbrug is een beweegbare brug, waarbij het brugdek horizontaal beweegt in de richting van de brug zelf. De ene helft van de brug hangt boven het water en de andere helft staat op het land. Als er scheepvaartverkeer langs moet, wordt de brug op het land gerold.
Doordat het zwaartepunt van de brug boven land moet liggen - anders zou de brug in het water kantelen - staat een erg groot deel van de brug op het land. Daar de brug het land op getrokken moet worden is het een behoorlijk obstakel voor het verkeer. De brug is gemakkelijk te bedienen door één persoon en wordt daarom voornamelijk nog gebruikt bij fietspaden, voetpaden en stukjes niemandsland.

## Rolbruggen in Nederland
- De Rolbrug bij Huis te Riviere over de Schiedamse Schie tussen Overschie en Kethel
- Een van de bruggen over de Grevelingensluis in de Ringweg Bruinisse is een rolbrug (Den Ysere Ryve). Ten westen van de ophaalbrug ligt ook een kleinere rolbrug voor fietsers en voetgangers.
- Over de Ottersluis in Dordrecht.
- Voetbrug over de Slochterdiep in Heidenschap.
- De sluisdeuren van de Schinkelsluis bewegen zijwaarts, het wegdek rust hierop, zodat het geheel als rolbrug gezien kan worden.

## Rolbruggen in België
- In de Royerssluis in de haven van Antwerpen de Royersbrug en de Lefèbvrebrug.
- De Kattendijkbrug in de haven van Antwerpen.

afzinkbare brug · basculebrug · draaibrug · hefbrug · kantelbrug · kraanbrug · oorgatbrug · ophaalbrug · opkrulbare brug · opvouwbare brug · pontbrug · pontonbrug · rolbasculebrug · rolbrug · schipbrug · tafelbrug · valbrug · vliegtuigslurf · vlotbrug · zweefbrug